# Korzonek (województwo śląskie)
Korzonek Korzonek (początki datowane na lata 1599–1607) – wieś sołecka leżąca w gminie Konopiska w powiecie częstochowskim w województwie śląskim, nad rzeką Konopką.
W latach 1975–1998 należała do województwa częstochowskiego. Wieś położona jest 17 km od Częstochowy i graniczy z wsiami Jamki, Leśniaki oraz Konopiska. Korzonek znajduje się na terenie Parku Krajobrazowego "Lasy Nad Górna Liswartą".

## Geografia

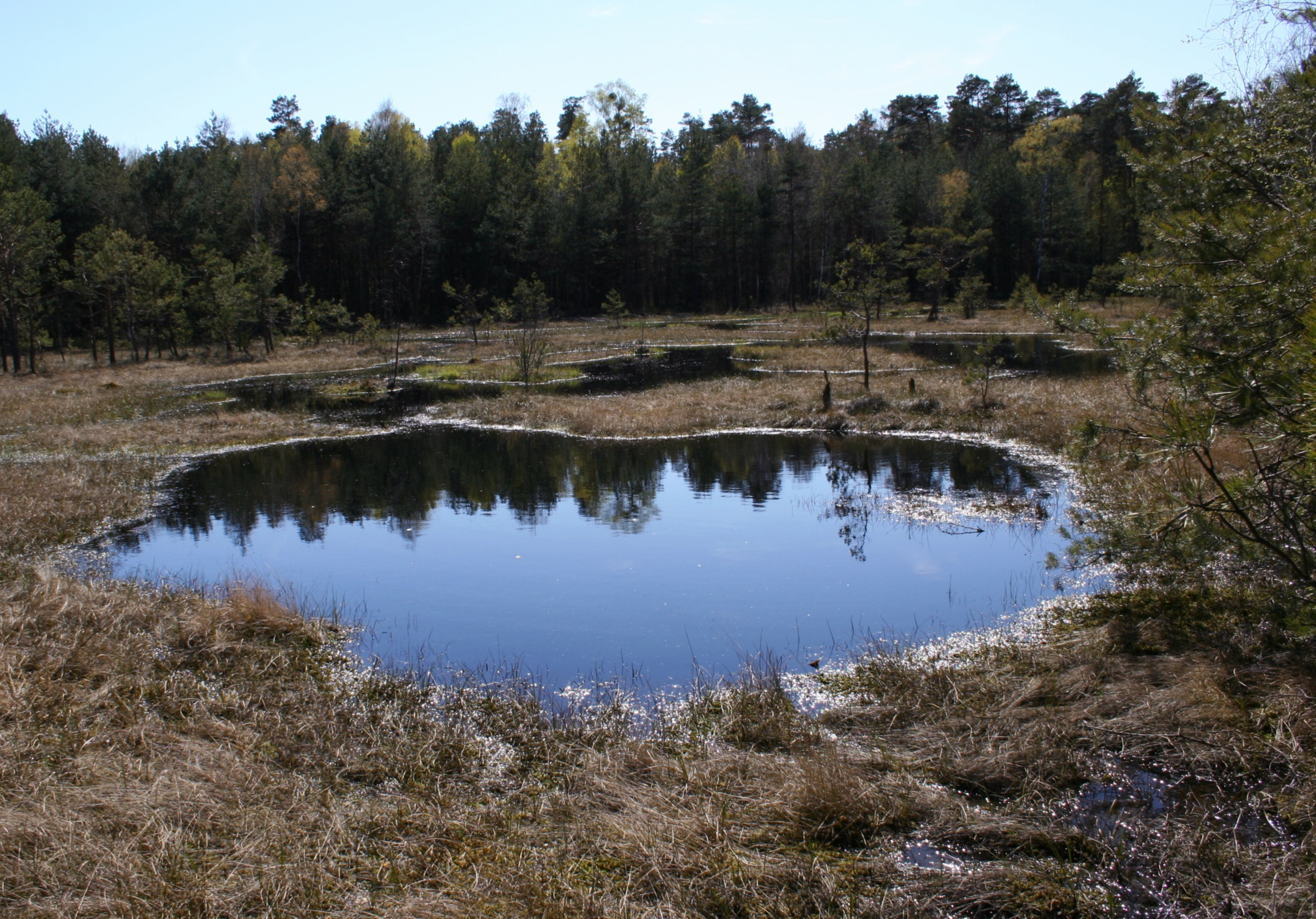
Fragment użytku ekologicznego "Jeziorko" w pobliżu Korzonka

W pobliżu Korzonka ma swoje źródło Konopka, prawy dopływ Stradomki, która przepływa przez Korzonek. Pradolina Konopki oraz lasy są miejscem występowania dzików, jeleni, saren, lisów, bażantów i różnych gatunków ptaków. Opiekę nad tymi terenami sprawują dwa koła łowieckie: Koło "Cietrzew" z siedzibą w Leśniakach i Koło "Lis" z Herb. Użytkiem ekologicznym w pobliżu Korzonka jest "Jeziorko", śródleśne torfowisko. Powstało w 1997 roku, a jego powierzchnia to 2,50 ha. Utworzenie go miało na celu ochronę zbiorowisk torfowiskowych. Występują tu: wełnianka wąskolistna, rosiczka okrągłolistna, borówka bagienna, bagno zwyczajne, itp.

## Korzonek i Leśniaki - jedno sołectwo
Rok 1975 Korzonek połączono administracyjnie z miejscowością Leśniaki w jedno sołectwo. Mieszkańców wsi połączyła wcześniej budowa szkoły, która powstała w ramach projektu "1000 szkół na tysiąclecie Polski". Budynek jest położony na terenie Konopisk, ponieważ nie było wystarczająco dużej działki na terenie Korzonka. Szkoła funkcjonuje od 1966 roku.

## Ślady po wojnie
W pobliżu Korzonka można odnaleźć pozostałości po wojnach. Tuż po nich w okolicach torfowiska odnaleziono ruiny posterunku, gdzie stacjonowali kozacy. Od posterunku do wsi prowadziła ścieżka kozacka. Odnaleziono także okopy przecinające Korzonek, które były częścią umocnień przeciwpancernych. W lesie, na terenie Korzonka, znajduje się Grób Nieznanego Żołnierza. Można znaleźć w nim także wiele zagłębień, powstałe po wyrobiskach kamienia, służącego w budownictwie.